# Думбревіца (комуна, Марамуреш)
Думбревіца (рум. Dumbrăvița) — комуна у повіті Марамуреш в Румунії. До складу комуни входять такі села (дані про населення за 2002 рік):
- Думбревіца (1166 осіб) — адміністративний центр комуни
- Кекіш (947 осіб)
- Кербунарі (606 осіб)
- Рус (692 особи)
- Унгураш (478 осіб)
- Шиндрешть (610 осіб)

Комуна розташована на відстані 398 км на північний захід від Бухареста, 9 км на південний схід від Бая-Маре, 91 км на північ від Клуж-Напоки.

## Населення
За даними перепису населення 2002 року у комуні проживали 4499 осіб.
Національний склад населення комуни:
| Національність | Кількість осіб | Відсоток |
| -------------- | -------------- | -------- |
| румуни         | 4479           | 99,6%    |
| цигани         | 11             | 0,2%     |
| угорці         | 8              | 0,2%     |
| українці       | 1              | < 0,1%   |

Рідною мовою назвали:
| Мова       | Кількість осіб | Відсоток |
| ---------- | -------------- | -------- |
| румунська  | 4493           | 99,9%    |
| угорська   | 5              | 0,1%     |
| українська | 1              | < 0,1%   |

Склад населення комуни за віросповіданням:
| Релігія        | Кількість осіб | Відсоток |
| -------------- | -------------- | -------- |
| православні    | 3957           | 88,0%    |
| греко-католики | 491            | 10,9%    |
| п'ятдесятники  | 12             | 0,3%     |
| римо-католики  | 4              | 0,1%     |
| баптисти       | 2              | < 0,1%   |
| адвентисти     | 2              | < 0,1%   |
| реформати      | 1              | < 0,1%   |
| не релігійні   | 1              | < 0,1%   |

## Зовнішні посилання
- Дані про комуну Думбревіца на сайті Ghidul Primăriilor